# The Polish Biographical Dictionary
Ne pas confondre avec Polski Słownik Biograficzny (Polish Biographical Dictionary).
The Polish Biographical Dictionary est un dictionnaire compact en anglais de biographies polonaises, rédigé par Stanley S. Sokol et publié par Bolchazy-Carducci Publishers en 1992. Il contient près de 900 biographies de polonais importants depuis le duc Mieszko I au Xe siècle. 